# Sidon
Sidon (în arabă: صيدا‎, صيدون, Ṣaydā; în feniciană: 𐤑𐤃𐤍; în greacă: Σιδών) este un oraș situat la 48 de kilometri sud de Beirut. Cele mai vechi așezări datează din perioada Neoliticului (6000-4000 î.H.). Însă, orașul a fost fondat pe la sfârșitul mileniului III î.H. Orașul cunoaște perioada sa maximă de glorie în secolele XII-IX î.H., când devine unul din cele mai importante orașe-stat feniciene, alături de Tyr. Orașul era cunoscut în Antichitate pentru fabricarea unor produse importante, cum ar fi sticla și purpura. Orașul a fondat alte colonii, una dintre acestea fiind Leptis (situat la est de actualul oraș Tripoli).
În secolele IX-VII î.H. se află sub stăpânirea Imperiului Asirian. Orașul a cunoscut o nouă perioadă de prosperitate în timpul dominației perșilor ahemeneizi (secolele VI-IV î.H.). Perșii au împrumutat de multe ori corăbii de la fenicieni, deoarece aveau nevoie pentru războiul cu grecii. 
Astfel, orașul a avut parte de multe beneficii în această perioadă. Locuitorii Sidonului s-au revoltat însă, în secolul IV î.H., dar au fost învinși de regele persan Artaxerxes al III-lea, peste 40.000 de oameni murind în această conflagrație. Orașul a fost cucerit de Alexandru Macedon în anul 332 î.H., apoi a intrat în componența Regatului Seleucid, până în anul 111 î.H., când își va câștiga independența. În anul 63 î.H., orașul va fi cucerit din nou, de către romani. În perioda Imperiului Bizantin, mai exact în anul 551 d.H. școala de Legi din Beirut a fost afectată de un cutremur și a trebuit să se refugieze în orașul Sidon. El a continuat să fie un oraș liniștit timp de încă un secol, până la cucerirea musulmană din anul 636 d.H.
În anul 1111 Sidonul a fost asediat de către cruciatul Balduin al II-lea. În secolul al XV-lea Sidonul a fost un important port pentru Damasc, și înflorit și mai mult în secolul XVII, când a fost reconstruit de Fakhreddine al II-lea.
În prezent intrarea în Sidon este pe un drum larg încadrat de șiruri de palmieri. La apropiere reperele principale sunt Castelul de Mare și instalațiile moderne.